# Hhohho
Hhohho [ˈɦɔɦɔ] ist eine von vier Regionen in Eswatini. Ihre Hauptstadt ist die Landeshauptstadt Mbabane. Hhohho hatte 2017 gemäß Volkszählung 320.651 Einwohner, die Fläche beträgt 3569 km². Der höchste Berg des Landes, der Emlembe mit 1862 m, liegt in dieser Region zwischen Piggs Peak und Bulembu.
Im Norden grenzt Hhohho an Südafrika.
Diese Tinkhundla liegen in der Region Hhohho:
- Lobamba
- Madlangempisi
- Ndzingeni
- Mayiwane
- Ntfonjeni
- Piggs Peak
- Motshane
- Nkhaba
- Hhukwini
- Maphalaleni
- Mhlangatane
- Timphisini
- Mbabane East
- Mbabane West
- Siphocosini[2]